# 巴拉克街
巴拉克街（英語：Barrack Street）是澳洲西澳大利亞州珀斯中央商務區兩大跨街道之一。加上聖喬治露台和威廉街是主要購物區的邊界。